# クロマティック
クロマティック（クロマチックとも、英語: chromatic）は、ハーモニカおよび蛇腹系のリード楽器（アコーディオン、コンサーティーナ、バンドネオン、他）について使われる、特殊な専門用語。ダイアトニック（ディアトニック）と対になる概念。「半音階もすべて演奏できるハーモニカ」「半音階もカバーしている蛇腹楽器」が本来の定義であるが、楽器業界の慣用的な用語として、蛇腹楽器については「蛇腹を押した時と引いた時で、同一のボタン（ないし鍵盤）から同じ音が出る、押引同音式の蛇腹楽器で、半音階も鳴らせるもの」を指す。詳しくは「ダイアトニック」の項を参照。